# Jajá
Jajá, właśc. Jackson Avelino Coelho (ur. 28 lutego 1986 w Ipatinga w stanie Minas Gerais) – brazylijski piłkarz grający na pozycji napastnika.

## Kariera piłkarska

### Kariera klubowa
Rozpoczynał karierę w klubie América Belo Horizonte. W listopadzie 2004 wyjechał do Europy i podpisał kontrakt z holenderskim klubem Feyenoord. Ale został wypożyczony do belgijskiego K.V.C. Westerlo. W 2006 sprzedany do Getafe CF, w którym rozegrał tylko 2 meczów. Ponownie wypożyczony do klubów CR Flamengo, KRC Genk, oraz K.V.C. Westerlo. W lutym 2008 podpisał 3,5 roczny kontrakt z ukraińskim klubem Metalist Charków. Bardzo szybko stał się podstawowym piłkarzem drużyny. 7 sierpnia 2010 przeszedł do tureckiego Trabzonsporu. W 2011 roku został zawodnikiem Al-Ahli Dubaj. Na początku 2012 roku został wypożyczony do SC Internacional. W styczniu 2013 powrócił do Metalista Charków. 12 lipca 2013 roku został wypożyczony do Kayserisporu. Na początku marca 2014 przez niebezpieczną sytuację na Ukrainie odszedł do Coritiby. Latem powrócił do Metalista, a w lutym 2015 podpisał kontrakt z chińskim Chongqing Lifan. W październiku 2015 powrócił do Europy, gdzie zasilił skład belgijskiego KSC Lokeren. Następnie był wypożyczony w 2017 roku do Buriram United, a w 2018 trafił do Muangthong United.

## Sukcesy i odznaczenia

### Sukcesy klubowe
- brązowy medalista mistrzostw Ukrainy: 2007/08, 2008/09, 2009/10
- wicemistrz Turcji: 2011
- zdobywca Superpucharu Turcji: 2011
- mistrz Campeonato Gaúcho: 2012